# Eremobates coahuilanus
Eremobates coahuilanus är en spindeldjursart som beskrevs av Muma 1986. Eremobates coahuilanus ingår i släktet Eremobates och familjen Eremobatidae. Inga underarter finns listade i Catalogue of Life.